# He Who Shall Not Bleed
He Who Shall Not Bleed è il terzo album della band melodic death metal svedese Dimension Zero.

## Tracce
1. "He Who Shall Not Bleed" – 2:25
2. "Unto Others" – 2:32
3. "A Paler Shade of White (A Darker Side of Black)" – 2:33
4. "Hell Is Within" – 3:02
5. "Red Dead Heat" – 1:57
6. "I Can Hear the Dark" – 3:11
7. "Going Deep" – 2:33
8. "Is" – 3:12
9. "Deny" – 3:30
10. "The Was" – 3:10
11. "Way to Shine" – 4:05
12. "Stayin' Alive" (Bee Gees cover) – 2:01
13. "Rövarvisan" – 1:30.

## Musicisti
- Jocke "Grave" Göthberg – voce
- Jesper Strömblad – chitarra, basso
- Daniel Antonsson – chitarra
- Hans Nilsson – batteria